# 三菱・ランサーフィオーレ
ランサーフィオーレ（LANCER FIORE ）は、三菱自動車工業がかつて製造・販売していたセダン型の乗用車である。
本項では派生車種のランサーワゴン（初代）についても記述する。ライトバン仕様のランサーバンは当該項目を参照。

## 概要
ランサーシリーズは1979年に2代目・ランサーEXが登場していたが、それとは異なる派生車種として1982年に登場したのがランサーフィオーレである。ミラージュの内外装を一部変更した姉妹車であり、ギャラン店のラインナップにミラージュと同格のベーシックモデルが存在しなかったことから、その穴を埋めるために投入された。「フィオーレ」はイタリア語で花の意。
ランサーEXとは併売されていたが、コンベンショナルなFRのランサーEXに対し、先進的なFF車として登場したフィオーレは人気を集め、ランサーシリーズの主力は次第にフィオーレへとシフトしていった。EXはフィオーレとの統合後継車となる3代目ランサーの登場を待たずして、1987年にフィオーレに吸収統合される形で販売を終了している。

## 初代（1982年 - 1983年）
1982年2月
ミラージュIIと同時に発売。エンジンは1,200 ccと1,400 cc。
1982年8月
1,400 ccターボ車追加。

## 2代目（1983年 - 1992年）

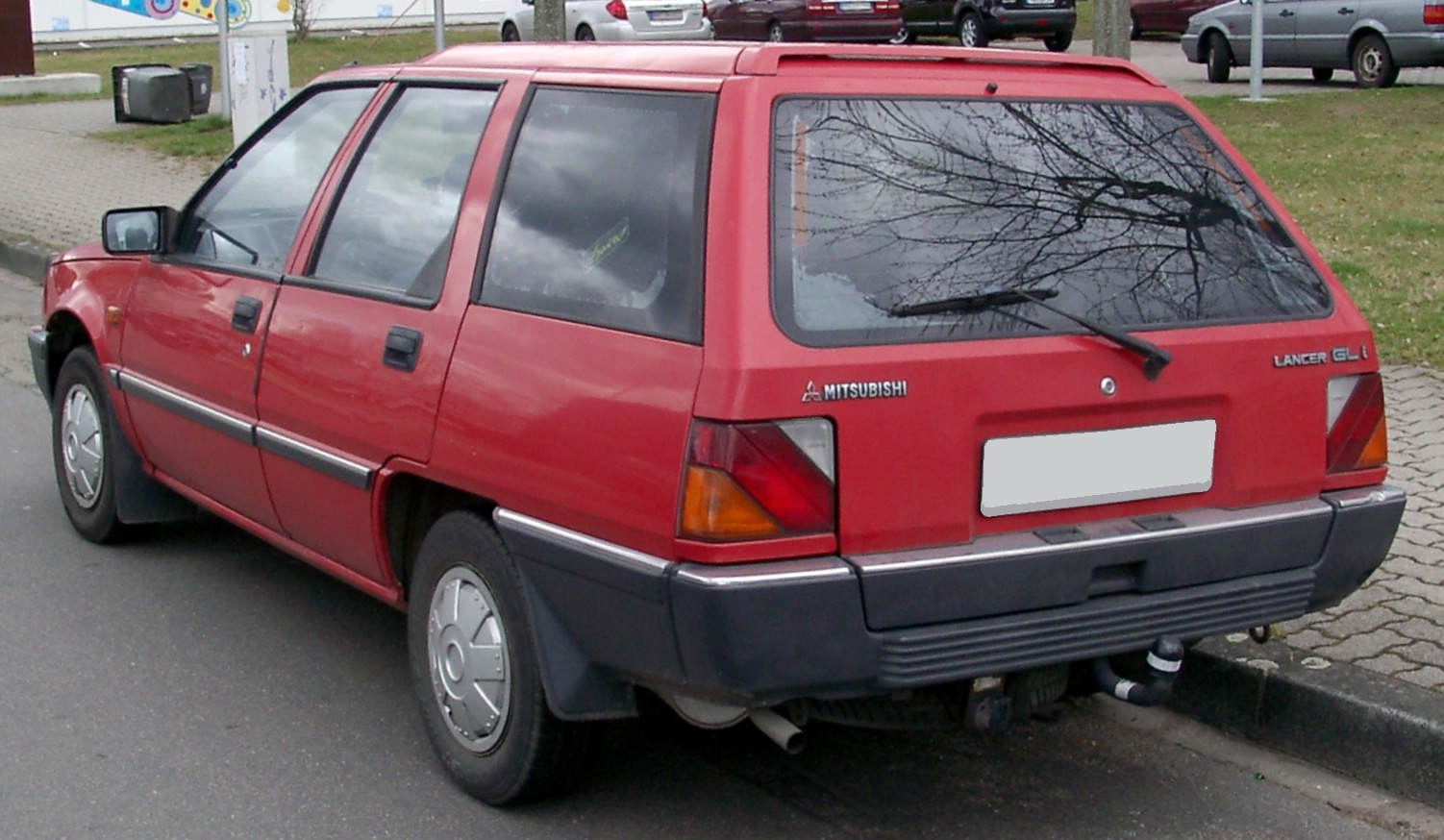
欧州仕様ランサーワゴン リア

ランサーフィオーレ: 1983年 - 1988年
ランサーワゴン: 1985年 - 1992年
1983年10月
ミラージュと同時にフルモデルチェンジ。エンジンは1,300 cc、1,500 cc、1,600 ccターボのほか、1,800 ccディーゼルを用意。上級グレードではデジタルメーターも選択できた。
1985年2月
派生車種としてランサーワゴンが発売され、同時にランサーバンもフルモデルチェンジ。
前部固定式・後部電動開閉式のサンルーフが装備されていたグレードも存在。エンブレムの書体はフィオーレとは異なり、カタログなどに使用されているものではなくランサーEXのものが採用されていた。なお、ディーゼルエンジン搭載車のみ注文生産であった（CG・5MTのみのラインナップ）。
1986年8月
ワゴンがマイナーチェンジ。フロントグリルおよびサイドターンシグナルランプの意匠変更。ガソリンエンジンはサイクロンエンジンに変更。後にスリーダイヤがフロントグリル中央に配置される。4WDモデル追加（フルタイム4WD）。
1986年10月
フィオーレがミラージュと共にマイナーチェンジ。
1988年3月
フィオーレがオーダーストップに伴い生産中止。以後は在庫のみの対応となる。ワゴンは生産を継続。
1988年6月
3代目ランサーの登場に伴い、フィオーレが販売終了。
1989年10月
ワゴンが再度マイナーチェンジ。
1992年3月
ワゴンがオーダーストップに伴い生産中止。以後は在庫のみの対応となる。
1992年5月
リベロの登場に伴い、ワゴンが販売終了。
- 欧州仕様ランサーワゴン リア